# Quang Trung, An Lão (Hải Phòng)
Quang Trung là một xã thuộc huyện An Lão, thành phố Hải Phòng, Việt Nam.
Xã Quang Trung có diện tích 6,73 km², dân số năm 1999 là 7130 người, mật độ dân số đạt 1059 người/km². Quang Trung nằm ở phía tây nam của huyện. Là một trong những địa phương phát triển nhất của An Lão. Xã có lợi thế về giao thông đường sông và đường bộ. Có quốc lộ 10, cao tốc Hà Nội- Hải Phòng đi qua. Cùng với Thị Trấn An Lão và Thị Trấn Trường Sơn, Quang Trung là 1 trong 3 đơn vị trọng yếu kinh tế,phát triển của huyện An Lão. Có vị trí địa lý thuận lợi, nhiều tiềm năng phát triển nhất huyện.